# Ivan Kenda
Ivan Kenda, posestnik in župan na Bledu, * 24. junij 1877, Bovec, † 9. oktober 1937, Zatrnik, Bled.
Po končani trgovski šoli v Beljaku je 1896 v Ljubljani nastopil službo trgovskega pomočnika, odprl tu leta 1901 restavracijo, bil v letih 1903–1908 načelnik gostinske zadruge in Zveze gostinskih zadrug (1908), se udeležil I. gostinskega tečaja v Ljubljani (1909), ter nato sam vodil II., III. in IV. tečaj v Ljubljani, na Bledu in v Kamniku ter 1910 v Sofiji, kjer je prevzel veliko hotelsko podjetje (1911–1917). Po vrnitvi v domovino 1918 je na Bledu kupil graščino in njej pripadajoča posestva ter bil tu od novembra 1925 do decembra 1927 župan. Kenda je z ureditvijo hotelov, kopališča in sprehajalnih poti veliko pripomogel, da se je Bled razvil v moderen  turistični kraj.